# Teddy Award
O Teddy Award é um prêmio de cinema oferecido a filmes de temática LGBT, condecorados por um júri independente que analisa as obras apresentadas no Festival Internacional de Cinema de Berlim (Berlinale). Aqui, um "júri independente" participam das sessões cinematográficas do festival e selecionam os filmes que se encaixam nos critérios da premiação. Em seguida, uma lista daqueles que satisfazem os critérios é divulgada, e a cerimônia atribui a estatueta do Teddy ao melhor filme, melhor curta-metragem e melhor documentário.
Das produções brasileiras, Hoje Eu Quero Voltar Sozinho e Tinta Bruta venceram a categoria de melhor filme em seus respectivos anos. Também se destacou Bixa Travesty em melhor documentário.

## Categorias
Existem três categorias principais recipientes de prêmios:
- Longa-metragem
- Documentário
- Curta-metragem

Além disto, um filme a mais é selecionado para o receber o Prêmio do Júri. Um Prêmio Especial é normalmente dado a um ou mais indivíduos por conquistas notáveis na indústria cinematográfica LGBT, como um reconhecimento pela carreira como diretor ou ator, ou pelo papel que alguém teve em um projeto significante na história do cinema LGBT.

## Vencedores
| ‡ | Indica vencedores por Melhor Longa-metragem |
| † | Indica vencedores individuais               |

| Ano  | Categoria                  | Filme(s)                                                             | Diretor(es) ou recipiente(s)                                                     | País de origem        | Ref(s).       |
| ---- | -------------------------- | -------------------------------------------------------------------- | -------------------------------------------------------------------------------- | --------------------- | ------------- |
| 1987 | Melhor Longa-metragem      | La ley del deseo ‡                                                   | Pedro Almodóvar                                                                  | ESP                   | [ 4 ] [ 5 ]   |
| 1987 | Melhor Curta-metragem      | My New Friend                                                        | Gus Van Sant                                                                     | EUA                   | [ 4 ] [ 5 ]   |
| 1987 | Melhor Curta-metragem      | Five Ways to Kill Yourself                                           | Gus Van Sant                                                                     | EUA                   | [ 4 ] [ 5 ]   |
| 1988 | Melhor Longa-metragem      | The Last of England ‡                                                | Derek Jarman                                                                     | GBR                   | [ 6 ] [ 7 ]   |
| 1988 | Melhor Documentário        | Rights And Reactions: Lesbian & Gay Rights On Trial                  | Phil Zwickler e Jane Lippman                                                     | EUA                   | [ 6 ] [ 7 ]   |
| 1988 | Melhor Filme Ensaio        | The Meadow of Things                                                 | Heinz Emigholz                                                                   | ALE                   | [ 6 ] [ 7 ]   |
| 1988 | Melhor Curta-metragem      | Alfalfa                                                              | Richard Kwietniowski                                                             | GBR                   | [ 6 ] [ 7 ]   |
| 1988 | Prêmio do Júri             | Não houve                                                            | Tilda Swinton †                                                                  | Não houve             | [ 6 ] [ 7 ]   |
| 1988 | Prêmio do Leitor           | The Last of England                                                  | Derek Jarman                                                                     | GBR                   | [ 6 ] [ 7 ]   |
| 1989 | Melhor Longa-metragem      | Looking for Langston ‡                                               | Isaac Julien                                                                     | GBR                   | [ 6 ] [ 8 ]   |
| 1989 | Melhor Longa-metragem      | Fun Down There ‡                                                     | Roger Stigliano                                                                  | EUA                   | [ 6 ] [ 8 ]   |
| 1989 | Melhor Documentário        | Tiny & Ruby: Hell Divin' Women                                       | Greta Schiller e Andrea Weiss                                                    | EUA                   | [ 6 ] [ 8 ]   |
| 1989 | Melhor Filme Ensaio        | Pissoir                                                              | John Greyson                                                                     | CAN                   | [ 6 ] [ 8 ]   |
| 1990 | Melhor Longa-metragem      | Coming Out ‡                                                         | Heiner Carow                                                                     | ALE                   | [ 9 ] [ 10 ]  |
| 1990 | Melhor Documentário        | Tongues Untied                                                       | Marlon T. Riggs                                                                  | EUA                   | [ 9 ] [ 10 ]  |
| 1990 | Melhor Curta-metragem      | Trojans                                                              | Constantine Giannaris                                                            | GBR · GRC             | [ 9 ] [ 10 ]  |
| 1990 | Prêmio do Júri             | Silence = Death                                                      | Rosa von Praunheim                                                               | ALE                   | [ 9 ] [ 10 ]  |
| 1991 | Melhor Longa-metragem      | Poison ‡                                                             | Todd Haynes                                                                      | EUA                   | [ 9 ] [ 11 ]  |
| 1991 | Melhor Documentário        | Paris Is Burning                                                     | Jennie Livingston                                                                | EUA                   | [ 9 ] [ 11 ]  |
| 1991 | Melhor Curta-metragem      | Relax                                                                | Chris Newby                                                                      | GBR                   | [ 9 ] [ 11 ]  |
| 1991 | Prêmio do Júri             | The Making of Monsters                                               | John Greyson                                                                     | CAN                   | [ 9 ] [ 11 ]  |
| 1991 | Prêmio Especial            | Forbidden Love                                                       | Vladislav Kvasnička                                                              | CZE                   | [ 9 ] [ 11 ]  |
| 1992 | Melhor Longa-metragem      | Together Alone ‡                                                     | P. J. Castellaneta                                                               | EUA                   | [ 12 ] [ 13 ] |
| 1992 | Melhor Documentário        | Voices from the Front                                                | David Meieran, Robyn Hut e Sandra Elgear                                         | EUA                   | [ 12 ] [ 13 ] |
| 1992 | Melhor Curta-metragem      | Caught Looking                                                       | Constantine Giannaris                                                            | GBR                   | [ 12 ] [ 13 ] |
| 1992 | Prêmio do Júri             | Edward II                                                            | Derek Jarman                                                                     | GBR                   | [ 12 ] [ 13 ] |
| 1992 | Prêmio da Audiência        | Swoon                                                                | Tom Kalin                                                                        | EUA                   | [ 12 ] [ 13 ] |
| 1993 | Melhor Longa-metragem      | Wittgenstein ‡                                                       | Derek Jarman                                                                     | GBR                   | [ 14 ] [ 15 ] |
| 1993 | Melhor Documentário        | Silverlake Life                                                      | Tom Joslin e Peter Friedman                                                      | EUA                   | [ 14 ] [ 15 ] |
| 1993 | Melhor Curta-metragem      | P(l)ain Truth                                                        | Ilppo Pohjola                                                                    | FIN                   | [ 14 ] [ 15 ] |
| 1993 | Prêmio da Audiência        | Sex is...                                                            | Marc Huestis                                                                     | EUA                   | [ 14 ] [ 15 ] |
| 1994 | Melhor Longa-metragem      | Go Fish ‡                                                            | Rose Troche                                                                      | EUA                   | [ 16 ] [ 17 ] |
| 1994 | Melhor Documentário        | Coming Out Under Fire                                                | Arthur Dong                                                                      | EUA                   | [ 16 ] [ 17 ] |
| 1994 | Melhor Curta-metragem      | Carmelita Tropicana: Your Kunst Is Your Waffen                       | Ela Troyano                                                                      | EUA                   | [ 16 ] [ 17 ] |
| 1994 | Prêmio do Júri             | Remembrance of Things Fast                                           | John Maybury                                                                     | GBR                   | [ 16 ] [ 17 ] |
| 1994 | Prêmio do Leitor           | Heavy Blow                                                           | Hoang A. Duong                                                                   | EUA                   | [ 16 ] [ 17 ] |
| 1994 | Prêmio da Audiência        | Fresa y chocolate                                                    | Tomás Gutiérrez Alea e Juan Carlos Tabío                                         | CUB · MEX             | [ 16 ] [ 17 ] |
| 1995 | Melhor Longa-metragem      | The Last Supper ‡                                                    | Cynthia Roberts                                                                  | CAN                   | [ 18 ] [ 19 ] |
| 1995 | Melhor Documentário        | Complaints of a Dutiful Daughter                                     | Deborah Hoffmann                                                                 | EUA                   | [ 18 ] [ 19 ] |
| 1995 | Melhor Curta-metragem      | Trevor                                                               | Peggy Rajski                                                                     | EUA                   | [ 18 ] [ 19 ] |
| 1995 | Prêmio do Júri             | Marble Ass                                                           | Želimir Žilnik                                                                   | SRB                   | [ 18 ] [ 19 ] |
| 1995 | Prêmio do Leitor           | Ballot Measure 9                                                     | Heather McDonald                                                                 | EUA                   | [ 18 ] [ 19 ] |
| 1995 | Prêmio da Audiência        | Priest                                                               | Antonia Bird                                                                     | GBR                   | [ 18 ] [ 19 ] |
| 1996 | Melhor Longa-metragem      | The Watermelon Woman ‡                                               | Cheryl Dunye                                                                     | EUA                   | [ 20 ] [ 21 ] |
| 1996 | Melhor Documentário        | The Celluloid Closet                                                 | Rob Epstein e Jeffrey Friedman                                                   | EUA                   | [ 20 ] [ 21 ] |
| 1996 | Melhor Filme Ensaio        | I'll Be Your Mirror                                                  | Nan Goldin e Edmund Coulthard                                                    | GBR                   | [ 20 ] [ 21 ] |
| 1996 | Melhor Curta-metragem      | Unbound                                                              | Claudia Morgado Escanilla                                                        | CAN                   | [ 20 ] [ 21 ] |
| 1996 | Melhor Curta-metragem      | Alkali, Iowa                                                         | Mark Christopher                                                                 | EUA                   | [ 20 ] [ 21 ] |
| 1996 | Prêmio do Júri             | Não houve                                                            | Jerry Tartaglia / Plaster Foundation †                                           | Não houve             | [ 20 ] [ 21 ] |
| 1996 | Prêmio do Leitor           | Paris Was a Woman                                                    | Greta Schiller                                                                   | GBR · EUA             | [ 20 ] [ 21 ] |
| 1997 | Melhor Longa-metragem      | All Over Me ‡                                                        | Alex Sichel                                                                      | EUA                   | [ 22 ] [ 23 ] |
| 1997 | Melhor Filme Ensaio        | Murder and Murder                                                    | Yvonne Rainer                                                                    | EUA                   | [ 22 ] [ 23 ] |
| 1997 | Melhor Curta-metragem      | Heroines of Love                                                     | Nathalie Percillier e Lily Besilly                                               | ALE                   | [ 22 ] [ 23 ] |
| 1997 | Prêmio Especial            | Não houve                                                            | Romy Haag †                                                                      | Não houve             | [ 22 ] [ 23 ] |
| 1997 | Prêmio do Leitor           | All Over Me                                                          | Alex Sichel                                                                      | EUA                   | [ 22 ] [ 23 ] |
| 1998 | Melhor Longa-metragem      | Yue kuai le, yue duo luo ‡                                           | Stanley Kwan                                                                     | HKG                   | [ 24 ] [ 25 ] |
| 1998 | Melhor Documentário        | The Brandon Teena Story                                              | Susan Muska e Gréta Olafsdóttir                                                  | EUA                   | [ 24 ] [ 25 ] |
| 1998 | Melhor Curta-metragem      | Peppermills                                                          | Isabel Hegner                                                                    | EUA · CHE             | [ 24 ] [ 25 ] |
| 1998 | Prêmio do Júri             | Ang Lalaki sa Buhay ni Selya                                         | Carlos Siguion-Reyna                                                             | PHL                   | [ 24 ] [ 25 ] |
| 1998 | Prêmio do Leitor           | The Brandon Teena Story                                              | Susan Muska e Gréta Olafsdóttir                                                  | EUA                   | [ 24 ] [ 25 ] |
| 1998 | Prêmio Especial            | Não houve                                                            | Richard O'Brien †                                                                | Não houve             | [ 24 ] [ 25 ] |
| 1998 | Menção Honrosa             | Uncut                                                                | John Greyson                                                                     | CAN                   | [ 24 ] [ 25 ] |
| 1999 | Melhor Longa-metragem      | Fucking Åmål ‡                                                       | Lukas Moodysson                                                                  | SWE                   | [ 26 ] [ 27 ] |
| 1999 | Melhor Documentário        | The Man Who Drove With Mandela                                       | Greta Schiller                                                                   | GBR · NLD             | [ 26 ] [ 27 ] |
| 1999 | Melhor Curta-metragem      | Liu Awaiting Spring                                                  | Andrew Soo                                                                       | AUS                   | [ 26 ] [ 27 ] |
| 1999 | Prêmio do Júri             | Aimée & Jaguar                                                       | Max Färberböck                                                                   | GER                   | [ 26 ] [ 27 ] |
| 1999 | Prêmio do Júri             | Lola und Bilidikid                                                   | Kutluğ Ataman                                                                    | GER                   | [ 26 ] [ 27 ] |
| 1999 | Prêmio do Júri             | Gendernauts: A Journey Through Shifting Identities                   | Monika Treut                                                                     | GER                   | [ 26 ] [ 27 ] |
| 1999 | Prêmio do Júri             | Ferkel                                                               | Luc Feit                                                                         | GER                   | [ 26 ] [ 27 ] |
| 1999 | Prêmio do Júri             | NY'NY 'n Why Not                                                     | Michael Brynntrup                                                                | GER                   | [ 26 ] [ 27 ] |
| 1999 | Prêmio do Leitor           | Trick                                                                | Jim Fall                                                                         | EUA                   | [ 26 ] [ 27 ] |
| 2000 | Melhor Longa-metragem      | Gouttes d'eau sur pierres brûlantes ‡                                | François Ozon                                                                    | FRA                   | [ 28 ] [ 29 ] |
| 2000 | Melhor Documentário        | Paragraph 175                                                        | Rob Epstein e Jeffrey Friedman                                                   | EUA                   | [ 28 ] [ 29 ] |
| 2000 | Melhor Curta-metragem      | Hartes Brot                                                          | Nathalie Percillier                                                              | ALE                   | [ 28 ] [ 29 ] |
| 2000 | Prêmio do Júri             | Drôle de Félix                                                       | Olivier Ducastel e Jacques Martineau                                             | FRA                   | [ 28 ] [ 29 ] |
| 2000 | Prêmio do Júri             | Chrissy                                                              | Jacqui North                                                                     | AUS                   | [ 28 ] [ 29 ] |
| 2000 | Prêmio do Leitor           | Drôle de Félix                                                       | Olivier Ducastel e Jacques Martineau                                             | FRA                   | [ 28 ] [ 29 ] |
| 2001 | Melhor Longa-metragem      | Hedwig and the Angry Inch ‡                                          | John Cameron Mitchell                                                            | EUA                   | [ 30 ] [ 31 ] |
| 2001 | Melhor Documentário        | Trembling Before G-d                                                 | Sandi Simcha DuBowski                                                            | EUA                   | [ 30 ] [ 31 ] |
| 2001 | Melhor Curta-metragem      | Erè Mèla Mèla                                                        | Daniel Wiroth                                                                    | FRA · LUX             | [ 30 ] [ 31 ] |
| 2001 | Prêmio do Júri             | Forbidden Fruit                                                      | Sue Maluwa-Bruce e Beate Kunath                                                  | ALE · ZWE             | [ 30 ] [ 31 ] |
| 2001 | Prêmio do Leitor           | Satree lek                                                           | Yongyoot Thongkongtoon                                                           | THA                   | [ 30 ] [ 31 ] |
| 2001 | Prêmio Especial            | Não houve                                                            | Moritz de Hadeln †                                                               | Não houve             | [ 30 ] [ 31 ] |
| 2001 | Menção Honrosa             | Chop Suey                                                            | Bruce Weber                                                                      | EUA                   | [ 30 ] [ 31 ] |
| 2001 | Menção Honrosa             | Satree lek                                                           | Yongyoot Thongkongtoon                                                           | THA                   | [ 30 ] [ 31 ] |
| 2002 | Melhor Longa-metragem      | Walking on Water ‡                                                   | Tony Ayres                                                                       | AUS                   | [ 32 ] [ 33 ] |
| 2002 | Melhor Documentário        | Alt om min far                                                       | Even Benestad                                                                    | NOR · DNK             | [ 32 ] [ 33 ] |
| 2002 | Melhor Curta-metragem      | Celebration                                                          | Daniel Stedman                                                                   | EUA                   | [ 32 ] [ 33 ] |
| 2002 | Prêmio do Júri             | Just a Woman                                                         | Mitra Farahani                                                                   | FRA · IRN             | [ 32 ] [ 33 ] |
| 2002 | Prêmio do Leitor           | Walking on Water                                                     | Tony Ayres                                                                       | AUS                   | [ 32 ] [ 33 ] |
| 2003 | Melhor Longa-metragem      | Mil nubes de paz cercan el cielo, amor, jamás acabarás de ser amor ‡ | Julián Hernández                                                                 | MEX                   | [ 34 ] [ 35 ] |
| 2003 | Melhor Documentário        | Talk Straight: The World of Rural Queers                             | Jochen Hick                                                                      | ALE                   | [ 34 ] [ 35 ] |
| 2003 | Melhor Curta-metragem      | Precious Moments                                                     | Lars Krutzkoff e Jan Dalchow                                                     | NOR                   | [ 34 ] [ 35 ] |
| 2003 | Prêmio do Leitor           | The Event                                                            | Thom Fitzgerald                                                                  | CAN                   | [ 34 ] [ 35 ] |
| 2003 | Prêmio Especial            | Não houve                                                            | F. W. Murnau †                                                                   | Não houve             | [ 34 ] [ 35 ] |
| 2004 | Melhor Longa-metragem      | Wild Side ‡                                                          | Sébastien Lifshitz                                                               | FRA                   | [ 36 ] [ 37 ] |
| 2004 | Melhor Documentário        | The Nomi Song                                                        | Andrew Horn                                                                      | ALE                   | [ 36 ] [ 37 ] |
| 2004 | Melhor Curta-metragem      | Con qué la lavaré?                                                   | Maria Trénor                                                                     | ESP                   | [ 36 ] [ 37 ] |
| 2004 | Prêmio do Leitor           | D.E.B.S.                                                             | Angela Robinson                                                                  | EUA                   | [ 36 ] [ 37 ] |
| 2004 | Prêmio Especial            | Não houve                                                            | Edition Salzgeber †                                                              | Não houve             | [ 36 ] [ 37 ] |
| 2005 | Melhor Longa-metragem      | Un año sin amor ‡                                                    | Anahí Berneri                                                                    | ARG                   | [ 38 ] [ 39 ] |
| 2005 | Melhor Documentário        | Feline Masquerade                                                    | Veronika Minder                                                                  | CHE                   | [ 38 ] [ 39 ] |
| 2005 | Melhor Curta-metragem      | The Intervention                                                     | Jay Duplass                                                                      | EUA                   | [ 38 ] [ 39 ] |
| 2005 | Prêmio do Leitor           | Transamerica                                                         | Duncan Tucker                                                                    | EUA                   | [ 38 ] [ 39 ] |
| 2006 | Melhor Longa-metragem      | Ang Pagdadalaga ni Maximo Oliveros ‡                                 | Auraeus Solito                                                                   | PHL                   | [ 40 ] [ 41 ] |
| 2006 | Melhor Documentário        | Au-delà de la haine                                                  | Olivier Meyrou                                                                   | FRA                   | [ 40 ] [ 41 ] |
| 2006 | Melhor Curta-metragem      | El día que morí                                                      | Maryam Keshavarz                                                                 | ARG · EUA             | [ 40 ] [ 41 ] |
| 2006 | Prêmio do Júri             | Combat                                                               | Patrick Carpentier                                                               | BEL                   | [ 40 ] [ 41 ] |
| 2006 | Prêmio do Leitor           | Bubot Niyar                                                          | Tomer Heymann                                                                    | ISR · CHE             | [ 40 ] [ 41 ] |
| 2007 | Melhor Longa-metragem      | Spider Lilies ‡                                                      | Zero Chou                                                                        | TWN                   | [ 42 ] [ 43 ] |
| 2007 | Melhor Documentário        | A Walk Into the Sea: Danny Williams and the Warhol Factory           | Esther B. Robinson                                                               | EUA                   | [ 42 ] [ 43 ] |
| 2007 | Prêmio da Audiência        | Notes on a Scandal                                                   | Richard Eyre                                                                     | EUA · GBR             | [ 42 ] [ 43 ] |
| 2007 | Prêmio do Leitor           | HaBuah                                                               | Eytan Fox                                                                        | ISR                   | [ 42 ] [ 43 ] |
| 2007 | Prêmio Social              | Security Camera e Love Hurts                                         | Não houve                                                                        | Não houve             | [ 42 ] [ 43 ] |
| 2007 | Prêmio Especial            | Não houve                                                            | Helmut Berger †                                                                  | Não houve             | [ 42 ] [ 43 ] |
| 2007 | Menção Honrosa             | La León                                                              | Santiago Otheguy                                                                 | ARG · FRA             | [ 42 ] [ 43 ] |
| 2008 | Melhor Longa-metragem      | The Amazing Truth About Queen Raquela ‡                              | Olaf de Fleur                                                                    | ISL                   | [ 44 ] [ 45 ] |
| 2008 | Melhor Documentário        | Football Under Cover                                                 | David Assman e Ayat Najafi                                                       | ALE                   | [ 44 ] [ 45 ] |
| 2008 | Prêmio da Audiência        | Football Under Cover                                                 | David Assman e Ayat Najafi                                                       | ALE                   | [ 44 ] [ 45 ] |
| 2008 | Melhor Curta-metragem      | Tá                                                                   | Felipe Sholl                                                                     | BRA                   | [ 44 ] [ 45 ] |
| 2008 | Prêmio do Júri             | Be Like Others                                                       | Tanaz Eshaghian                                                                  | EUA · CAN · IRN       | [ 44 ] [ 45 ] |
| 2008 | Prêmio do Leitor           | Be Like Others                                                       | Tanaz Eshaghian                                                                  | EUA · CAN · IRN       | [ 44 ] [ 45 ] |
| 2008 | Prêmio Especial            | Não houve                                                            | Hans Stempel e Martin Ripkens †                                                  | Não houve             | [ 44 ] [ 45 ] |
| 2008 | Prêmio Especial            | Não houve                                                            | Keith Collins, Simon Fisher Turner, Isaac Julien, James Mackay e Tilda Swinton † | Não houve             | [ 44 ] [ 45 ] |
| 2009 | Melhor Longa-metragem      | Rabioso sol, rabioso cielo ‡                                         | Julián Hernández                                                                 | MEX                   | [ 46 ] [ 47 ] |
| 2009 | Melhor Documentário        | Fig Trees                                                            | John Greyson                                                                     | CAN                   | [ 46 ] [ 47 ] |
| 2009 | Melhor Curta-metragem      | A Horse Is Not a Metaphor                                            | Barbara Hammer                                                                   | EUA                   | [ 46 ] [ 47 ] |
| 2009 | Prêmio do Leitor           | City of Borders                                                      | Yun Suh                                                                          | EUA                   | [ 46 ] [ 47 ] |
| 2009 | Prêmio Especial            | Não houve                                                            | Joe Dallesandro †                                                                | Não houve             | [ 46 ] [ 47 ] |
| 2009 | Prêmio Especial            | Não houve                                                            | John Hurt †                                                                      | Não houve             | [ 46 ] [ 47 ] |
| 2010 | Melhor Longa-metragem      | The Kids Are All Right ‡                                             | Lisa Cholodenko                                                                  | EUA · FRA             | [ 48 ] [ 49 ] |
| 2010 | Melhor Documentário        | La bocca del lupo                                                    | Pietro Marcello                                                                  | ITA                   | [ 48 ] [ 49 ] |
| 2010 | Melhor Curta-metragem      | The Feast of Stephen                                                 | James Franco                                                                     | EUA                   | [ 48 ] [ 49 ] |
| 2010 | Prêmio do Júri             | Open                                                                 | Jake Yuzna                                                                       | EUA                   | [ 48 ] [ 49 ] |
| 2010 | Prêmio do Leitor           | Postcard to Daddy                                                    | Michael Stock                                                                    | ALE                   | [ 48 ] [ 49 ] |
| 2010 | Prêmio Especial            | Não houve                                                            | Werner Schroeter †                                                               | Não houve             | [ 48 ] [ 49 ] |
| 2011 | Melhor Longa-metragem      | Ausente ‡                                                            | Marco Berger                                                                     | ARG                   | [ 50 ] [ 51 ] |
| 2011 | Melhor Documentário        | The Ballad of Genesis and Lady Jaye                                  | Marie Losier                                                                     | EUA · FRA             | [ 50 ] [ 51 ] |
| 2011 | Melhor Curta-metragem      | Generations                                                          | Barbara Hammer e Gina Carducci                                                   | EUA                   | [ 50 ] [ 51 ] |
| 2011 | Melhor Curta-metragem      | Maya Deren's Sink                                                    | Barbara Hammer                                                                   | EUA                   | [ 50 ] [ 51 ] |
| 2011 | Prêmio do Júri             | Tomboy                                                               | Céline Sciamma                                                                   | FRA                   | [ 50 ] [ 51 ] |
| 2011 | Prêmio Especial            | Não houve                                                            | Pieter-Dirk Uys †                                                                | Não houve             | [ 50 ] [ 51 ] |
| 2012 | Melhor Longa-metragem      | Keep the Lights On ‡                                                 | Ira Sachs                                                                        | EUA                   | [ 52 ] [ 53 ] |
| 2012 | Melhor Documentário        | Call Me Kuchu                                                        | Malika Zouhali-Worrall e Katherine Fairfax Wright                                | EUA                   | [ 52 ] [ 53 ] |
| 2012 | Melhor Curta-metragem      | Loxoro                                                               | Claudia Llosa                                                                    | ESP · PER · ARG · EUA | [ 52 ] [ 53 ] |
| 2012 | Prêmio do Júri             | Jaurès                                                               | Vincent Dieutre                                                                  | FRA                   | [ 52 ] [ 53 ] |
| 2012 | Prêmio do Leitor           | Parada                                                               | Srđan Dragojević                                                                 | SER · HRV · MKD · SVN | [ 52 ] [ 53 ] |
| 2012 | Prêmio Especial            | Não houve                                                            | Ulrike Ottinger †                                                                | Não houve             | [ 52 ] [ 53 ] |
| 2012 | Prêmio Especial            | Não houve                                                            | Mario Montez †                                                                   | Não houve             | [ 52 ] [ 53 ] |
| 2013 | Melhor Longa-metragem      | W imię... ‡                                                          | Małgorzata Szumowska                                                             | POL                   | [ 54 ] [ 55 ] |
| 2013 | Melhor Documentário        | Bambi                                                                | Sébastien Lifshitz                                                               | FRA                   | [ 54 ] [ 55 ] |
| 2013 | Melhor Curta-metragem      | Undress Me                                                           | Victor Lindgren                                                                  | SWE                   | [ 54 ] [ 55 ] |
| 2013 | Prêmio do Júri             | Concussion                                                           | Stacie Passon                                                                    | EUA                   | [ 54 ] [ 55 ] |
| 2013 | Prêmio do Leitor           | W imię...                                                            | Małgorzata Szumowska                                                             | POL                   | [ 54 ] [ 55 ] |
| 2013 | Prêmio Especial            | Não houve                                                            | STEPS for the Future †                                                           | Não houve             | [ 54 ] [ 55 ] |
| 2014 | Melhor Longa-metragem      | Hoje Eu Quero Voltar Sozinho ‡                                       | Daniel Ribeiro                                                                   | BRA                   | [ 56 ] [ 57 ] |
| 2014 | Melhor Documentário        | Der Kreis                                                            | Stefan Haupt                                                                     | CHE                   | [ 56 ] [ 57 ] |
| 2014 | Melhor Curta-metragem      | Mondial 2010                                                         | Roy Dib                                                                          | LBN                   | [ 56 ] [ 57 ] |
| 2014 | Prêmio do Júri             | Pierrot Lunaire                                                      | Bruce LaBruce                                                                    | ALE · CAN             | [ 56 ] [ 57 ] |
| 2014 | Prêmio Especial            | Não houve                                                            | Rosa von Praunheim †                                                             | Não houve             | [ 56 ] [ 57 ] |
| 2015 | Melhor Longa-metragem      | Nasty Baby ‡                                                         | Sebastián Silva                                                                  | EUA · CHL · FRA       | [ 58 ] [ 59 ] |
| 2015 | Melhor Documentário        | The New Man                                                          | Aldo Garay                                                                       | URY · CHL             | [ 58 ] [ 59 ] |
| 2015 | Melhor Curta-metragem      | San Cristóbal                                                        | Omar Zúñiga Hidalgo                                                              | CHL                   | [ 58 ] [ 59 ] |
| 2015 | Prêmio do Júri             | Stories of Our Lives                                                 | Jim Chuchu                                                                       | KEN                   | [ 58 ] [ 59 ] |
| 2015 | Prêmio Especial            | Não houve                                                            | Udo Kier †                                                                       | Não houve             | [ 58 ] [ 59 ] |
| 2016 | Melhor Longa-metragem      | Kater ‡                                                              | Händl Klaus                                                                      | AUT                   | [ 60 ] [ 61 ] |
| 2016 | Melhor Documentário/Ensaio | Kiki                                                                 | Sara Jordenö                                                                     | SWE · EUA             | [ 60 ] [ 61 ] |
| 2016 | Melhor Curta-metragem      | Moms on Fire                                                         | Joanna Rytel                                                                     | SWE                   | [ 60 ] [ 61 ] |
| 2016 | Prêmio do Júri             | Nunca vas a estar solo                                               | Álex Anwandter                                                                   | CHL                   | [ 60 ] [ 61 ] |
| 2016 | Prêmio da Audiência        | Théo et Hugo dans le même bateau                                     | Olivier Ducastel e Jacques Martineau                                             | FRA                   | [ 60 ] [ 61 ] |
| 2016 | Prêmio do Leitor           | Mãe Só Há Uma                                                        | Anna Muylaert                                                                    | BRA                   | [ 60 ] [ 61 ] |
| 2016 | Prêmio Especial            | Não houve                                                            | Christine Vachon †                                                               | Não houve             | [ 60 ] [ 61 ] |
| 2017 | Melhor Longa-metragem      | Una mujer fantástica ‡                                               | Sebastián Lelio                                                                  | CHL                   | [ 62 ] [ 63 ] |
| 2017 | Melhor Documentário/Ensaio | Rì Cháng Duì Huà                                                     | Hui-chen Huang                                                                   | TWN                   | [ 62 ] [ 63 ] |
| 2017 | Melhor Curta-metragem      | My Gay Sister                                                        | Lia Hietala                                                                      | SWE · NOR             | [ 62 ] [ 63 ] |
| 2017 | Prêmio do Júri             | Karera ga honki de amu toki wa                                       | Naoko Ogigami                                                                    | JPN                   | [ 62 ] [ 63 ] |
| 2017 | Prêmio do Leitor           | God's Own Country                                                    | Francis Lee                                                                      | GBR                   | [ 62 ] [ 63 ] |
| 2017 | Prêmio Especial            | Não houve                                                            | Monika Treut †                                                                   | Não houve             | [ 62 ] [ 63 ] |
| 2018 | Melhor Longa-metragem      | Tinta Bruta ‡                                                        | Filipe Matzembacher e Marcio Reolon                                              | BRA                   | [ 64 ] [ 65 ] |
| 2018 | Melhor Documentário/Ensaio | Bixa Travesty                                                        | Claudia Priscilla e Kiko Goifman                                                 | BRA                   | [ 64 ] [ 65 ] |
| 2018 | Melhor Curta-metragem      | Three Centimetres                                                    | Lara Zeidan                                                                      | GBR                   | [ 64 ] [ 65 ] |
| 2018 | Prêmio do Júri             | Obscuro Barroco                                                      | Evangelia Kranioti                                                               | FRA · GRC             | [ 64 ] [ 65 ] |
| 2018 | Newcomer Award             | Retablo                                                              | Alvaro Delgado-Aparicio                                                          | PER · ALE · NOR       | [ 64 ] [ 65 ] |
| 2018 | Prêmio do Leitor           | Las herederas                                                        | Marcelo Martinessi                                                               | PRY                   | [ 64 ] [ 65 ] |
| 2019 | Melhor Longa-metragem      | Breve historia del planeta verde ‡                                   | Santiago Loza                                                                    | ARG · ALE · BRA · ESP | [ 66 ] [ 67 ] |
| 2019 | Melhor Documentário/Ensaio | Lemebel                                                              | Joanna Reposi Garibaldi                                                          | CHL · COL             | [ 66 ] [ 67 ] |
| 2019 | Melhor Curta-metragem      | Entropia                                                             | Flóra Anna Buda                                                                  | HUN                   | [ 66 ] [ 67 ] |
| 2019 | Prêmio do Júri             | A Dog Barking at the Moon                                            | Xiang Zi                                                                         | CHN · ESP             | [ 66 ] [ 67 ] |
| 2019 | Prêmio do Leitor           | Breve historia del planeta verde                                     | Santiago Loza                                                                    | ARG · ALE · BRA · ESP | [ 66 ] [ 67 ] |
| 2019 | Prêmio Especial            | Não houve                                                            | Falk Richter †                                                                   | Não houve             | [ 66 ] [ 67 ] |
| 2020 | Melhor Longa-metragem      | Futur Drei ‡                                                         | Faraz Shariat                                                                    | ALE                   | [ 68 ]        |
| 2020 | Melhor Documentário/Ensaio | Si c'était de l'amour                                                | Patric Chiha                                                                     | FRA                   | [ 68 ]        |
| 2020 | Melhor Curta-metragem      | Playback. Ensayo de una despedida                                    | Agustina Comedi                                                                  | ARG                   | [ 68 ]        |
| 2020 | Prêmio do Júri             | Rizi                                                                 | Tsai Ming-liang                                                                  | TWN                   | [ 68 ]        |
| 2020 | Prêmio do Leitor           | Futur Drei                                                           | Faraz Shariat                                                                    | ALE                   | [ 68 ]        |
| 2020 | Activist Award             | Welcome to Chechnya                                                  | David Isteev, Olga Baranova e Maxim Lapunov†                                     | Não houve             | [ 68 ]        |